# Uli Hoeneß
Ulrich „Uli“ Hoeneß (* 5. leden 1952, Ulm) je bývalý německý fotbalista a fotbalový manažer. Hrával na pozici útočníka nebo záložníka.
S reprezentací někdejšího Západního Německa se stal mistrem Evropy roku 1972 (zařazen i do all-stars turnaje) a mistrem světa roku 1974. Získal též stříbro na evropském šampionátu 1976 a byl to právě on, kdo neproměnil pokutový kop ve finálovém penaltovém rozstřelu a otevřel tak cestu k zisku titulu mužstvu Československa. Celkem za národní tým odehrál 35 utkání, v nichž dal 5 gólů. Takřka celou svou hráčskou kariéru strávil v jediném klubu, v Bayernu Mnichov (až na hostování v 1. FC Norimberk na úplném sklonku kariéry). Třikrát s ním vyhrál Pohár mistrů evropských zemí (1973/74, 1974/75, 1975/76), roku 1976 i Interkontinentální pohár. Třikrát též vyhrál Bundesligu (1972, 1973, 1974) a jednou německý pohár (1971). Sehrál v dresu Bayernu 239 ligových utkání, v nichž vstřelil 86 gólů. 11 zápasů přidal do bilance ještě v Norimberku.
Po skončení hráčské kariéry se stal fotbalovým funkcionářem, byl generálním manažerem a posléze prezidentem Bayernu Mnichov. Roku 2013 se přiznal ke značným daňovým únikům ve výši zhruba 745 milionů korun. Byl odsouzen 14. března 2014 k odnětí svobody na tři a půl roku. Trest si odseděl ve věznici v Landsbergu.